# Kingfisher Sky
Kingfisher Sky is een Nederlandse progressieve rock-/gothic metalband uit Den Haag. Het debuutalbum Hallway of Dreams kwam uit in oktober 2007 bij het platenlabel Suburban Records.

## Geschiedenis
De geschiedenis van het Nederlandse Kingfisher Sky begint eigenlijk al in 2001, als drummer Ivar de Graaf de gothic metal-band Within Temptation verlaat, die op dat moment een grote internationale doorbraak meemaakt. Ivar wil zich namelijk volledig richten op de ontwikkeling van zijn eigen muzikale werk. Samen met de klassiek geschoolde zangeres Judith Rijnveld neemt Ivar alle rust en tijd om composities te schrijven die niet aan een bepaald genre of stijl zijn gebonden.
Deze muzikale stijl laat zich lastig omschrijven, maar de term progressive myth-rock dekt de lading aardig. Denk aan enerzijds Heart, Clannad, Tori Amos, Kate Bush, Peter Gabriel, Mike Oldfield en Pink Floyd - en anderzijds aan prog-rock zoals van Porcupine Tree. Kortom: contrasten - zowel sfeervol en hard als dromerig en rockend. Ook de songteksten schrijven Ivar en Judith samen.
Voormalig Orphanage bassist Eric Hoogendoorn, gitaristen Daan Janzing en Edo van der Kolk en toetsenist George van Olffen werden aangetrokken om Kingfisher Sky een volledige band te maken en vanaf mei tot juli 2007 nam Kingfisher Sky in verschillende studio's, onder de leiding van producers Jochem Jacobs (Textures) en Bouke Visser van Split Second Sound hun album op. Het debuutalbum Hallway of Dreams ziet medio oktober 2007 het levenslicht en de kritieken van media en pers waren overwegend positief. In januari 2008 wordt de band definitief versterkt door Maaike Peterse op cello.
In maart 2008 wordt Hallway of Dreams uitgebracht door Laser’s Edge records in de Verenigde Staten (Riverside, Zero Hour). Japan volgde in 2008 (Disk Union). Het album werd in 2008 ook uitgebracht op vinyl bij Tonefloat Records (Porcupine Tree, Roger Waters). Ook in de rest van Europa is Hallway of Dreams inmiddels verkrijgbaar en ook in de landen Engeland, Italië, Frankrijk and Duitsland en ook daar wordt het album goed ontvangen. Zelfs in Zuid-Amerika wint de band aan populariteit.
In juni 2009 besluit George van Olffen om Kingfisher Sky te verlaten; hij wordt vervangen door Rene Merkelbach, die in december de band vervolgens ook verlaat, waardoor een kortstondige zoektocht naar een nieuwe toetsenist noodzakelijk is. Deze werd uiteindelijk gevonden in de persoon van David Gutiérrez Rojas, voormalig toetsenist bij Elleanore en Magion. In december neemt de band The Man with the Child in His Eyes live op, een cover van Kate Bush en wordt als kerstcadeautje op YouTube gezet.
Begin 2010 wordt begonnen met de opnames voor het tweede album, Skin of the Earth dat later in datzelfde jaar uitgebracht zal gaan worden. In april 2010 verlaat gitarist Daan Janzing geheel onverwachts de band. Chris Henny uit Den Haag wordt al snel aangetrokken om Kingfisher Sky te versterken. In mei 2014 verlaat Eric Hoogendoorn de band. Nick Verschoor volgt hem op.
Na een succesvolle crowdfunding is Kingfisher Sky de studio ingegaan om de derde cd op te nemen. Arms of Morpheus zag op 24 oktober 2014 het daglicht met als begeleidende single King of Thieves, waarvoor de band een videoclip uitbrengt in januari 2015. Voor het album is onder andere samengewerkt met bassist Kristoffer Gildenlöw en Valerio Recenti (My Propane), welke meezingt op de powerballad Heather. Op het album is ook een track opgenomen ter nagedachtenis van Marina Schaefer, de oprichtster van fanclub Sempre Fedele die in 2010 plotseling kwam te overlijden.
In 2017 en 2018 wordt aan het vierde album gewerkt. Op 1 maart 2018 komt de video voor het lied Cornelia uit, en op 23 maart komt het vierde album Technicoloured Eyes uit.
In 2023/2024 toert de band door Nederland met een show met Kate Bush nummers.
Het vijfde album Feeding the Wolves verschijnt op 8 november 2024, aansluitend wordt een korte clubtour ondernomen in november/december 2024.
Voor 2025 staan verdere optredens gepland ter promotie van Feeding the Wolves en ook komt er een vervolg van de 'Kingfisher Sky plays Kate Bush' tour.

## Muzikale stijl en invloeden
Ivars voorkeur voor progressieve rock en traditionele folkinvloeden zijn duidelijk terug te horen in de muziek van Kingfisher Sky. Daarnaast is ook Judiths klassiek geschoolde conservatoriumachtergrond en haar voorkeur voor soul, waaronder artiesten zoals Aretha Franklin van invloed. De wederzijdse muzikale interesses voor bands als Porcupine Tree, Jethro Tull, Peter Gabriel, Kate Bush en Tori Amos is hierbij duidelijk terug te horen in de muziek van Kingfisher Sky. De meeste composities zijn dan ook door Ivar en Judith samen geschreven.

## Bandleden
Huidige leden
- Judith Rijnveld - zang
- Ivar de Graaf - drums
- Edo van der Kolk - gitaar
- Maaike Peterse - cello
- Nick Verschoor - basgitaar
- Erik van Ittersum - toetsen

Voormalige leden
- George van Ollfen - toetsen
- Rene Merkelbach - toetsen
- Daan Janzing - gitaar
- Eric Hoogendoorn - basgitaar
- David Gutiérrez Rojas - toetsen
- Chris Henny - gitaar

## Discografie

### Albums
| Album met eventuele hitnotering(en) in de Nederlandse Album Top 100 | Datum van verschijnen | Datum van binnenkomst | Hoogste positie | Aantal weken | Opmerkingen |
| ------------------------------------------------------------------- | --------------------- | --------------------- | --------------- | ------------ | ----------- |
| Hallway of Dreams                                                   | 21-10-2007            | -                     |                 |              |             |
| Skin of the Earth                                                   | 24-09-2010            | 02-10-2010            | 77              | 1            |             |
| Arms of Morpheus                                                    | 24-10-2014            | 01-11-2014            | 29              | 1            |             |
| Technicoloured Eyes                                                 | 23-03-2018            | -                     |                 |              |             |
| Feeding the Wolves                                                  | 8-11-2024             | -                     |                 |              |             |

### Ep's en singles
- 2008: November (single)
- 2014: King of Thieves (single)
- 2017: To Turn the Tables (ep)
- 2018: Cornelia (single)
- 2021: Rise (ep)
- 2022: Walk the Plank (ep)

### Demo's
- 2006: Demo

## Tracklist albums
Hallway of Dreams
1. The Craving (03:42)
2. Hallway of Dreams (04:17)
3. Balance of Power (04:22)
4. November (04:20)
5. Big Fish (03:29)
6. Through My Eyes (05:08)
7. Seven Feet (04:13)
8. Persephone (03:23)
9. Her White Dress (04:09)
10. Brody (04:37)
11. Sempre Fedele (04:09)

Skin of the Earth
1. Multitude (03:40)
2. Rise from the Flames (03:37)
3. The Attic (04:45)
4. My Better Part (03:48)
5. Like a Shadow (04:40)
6. Two Old Trees (03:52)
7. We Love Our Heroes (03:48)
8. Mushroom Wall (05:24)
9. Liquid Clocks (04:27)
10. One More Day (04:35)
11. The Edge of Insanity (04:07)

Arms of Morpheus
1. Hypnos (05:41)
2. At Least You Tried (04:04)
3. King of Thieves (03:29)
4. Open Eyes (03:56)
5. Insomnia (04:57)
6. I'm Not Alone (03:57)
7. Strength of the Endless (03:41)
8. Heather (03:44)
9. Morrigan (04:01)
10. Mercy on This Wounded Heart (04:35)
11. Maddy (ter nagedachtenis van Marina Schaefer) (05:14)

Technicoloured Eyes
1. Sky Scrape Window (04:14)
2. Paving Stones (04:37)
3. Golden Thrones (04:19)
4. Walk With Brothers (03:37)
5. Cornelia (03:30)
6. Swimming Against the Tide (04:35)
7. Stop the Silence (03:55)
8. Technicoloured Eyes (04:28)
9. Next in Line (03:57)
10. Reveries (04:13)
11. Dream Beyond a Dream (07:53)

Feeding the Wolves
1. Feeding the Wolves (03:46)
2. Fade Away (05:17)
3. Nobody Else is Watching (04:07)
4. It Never Ends (03:45)
5. Bess (03:39)
6. Distant Memories (03:58)
7. Because it's You (04:54)
8. Dormancy (03:39)
9. Embrace the Moment (03:45)
10. Vertigo (03:54)
11. Big Dipper (02:47)